# Felix Časný
Felix Časný (28. prosince 1864 Olomouc – 11. prosince 1948) byl český a československý sociálně demokratický politik, meziválečný poslanec a senátor Národního shromáždění ČSR za Československou sociálně demokratickou stranu dělnickou.

## Biografie
Vyučil se tkalcem. Už jako mladý dělník se zapojil do socialistického hnutí. Aktivity v sociální demokracii zesílil po svém přestěhování do Vídně.
Byl profesí obchodníkem. Působil jako obchodník v Hodolanech a v říjnu 1918 byl jednou z hlavních postav převratu v Olomouci.
V letech 1918–1920 zasedal v Revolučním národním shromáždění.
V parlamentních volbách v roce 1920 byl zvolen do senátu a mandát obhájil v parlamentních volbách v roce 1925, parlamentních volbách v roce 1929 i parlamentních volbách v roce 1935. V senátu setrval do jeho zániku v roce 1939. Krátce předtím, v prosinci 1938, přestoupil do senátorského klubu nově utvořené Národní strany práce.
V roce 1934 použil proti senátorovi Josefu Havlínovi výrok „Vy jste drzý“ a byl potrestán veřejnou důtkou.
Za nacistické okupace byl roku 1941 zatčen a pak vězněn v Olomouci a Brně.